# Christopher Tostrup Paus

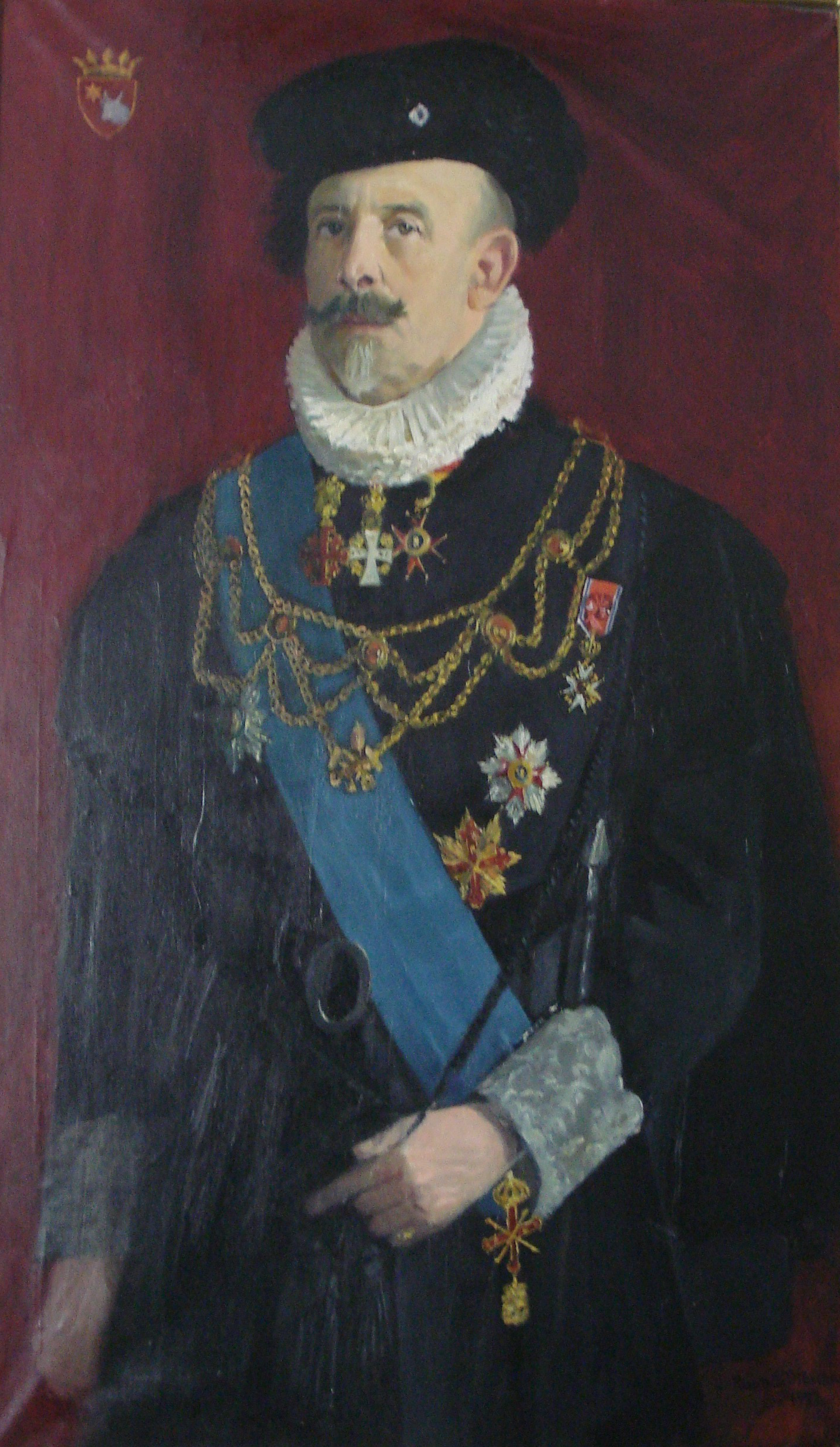
Christopher Tostrup Paus

Christopher Tostrup Paus (* 10. September 1862 in Christiania, Norwegen; † 10. September 1943 in Skodsborg, Dänemark) (auch: de Paus) war ein norwegischer päpstlicher Kammerherr, Graf, Gutsbesitzer, Philanthrop, Kunstsammler und einer der Haupterben der Holzfirma Tostrup & Mathiesen, eines der größten Unternehmen Norwegens. Nach seiner Konversion zur katholischen Kirche wurde er von Papst Benedikt XV. als Geheimkämmerer mit Degen und Mantel (Cameriere Segreto di Spada e Cappa) ernannt und von den Päpsten Pius XI. und Pius XII. wiederernannt. Er wurde 1923 von Pius XI. in den Grafenstand erhoben. Er war teilweise in Rom und teilweise in Schweden und Dänemark wohnhaft, wo er die Güter Trystorp und Herresta und das Herrenhaus Magleås besaß. Er ist auf Vår Frelsers Gravlund bestattet.
Er gehörte der Patrizierfamilie Paus an. Sein Vater, Major und Kriegskommissar Johan Altenborg Paus (1833–1894), war Vetter Henrik Ibsens.

## Ehrungen (Auswahl)
- Ritter des Souveränen Malteserordens
- Großkreuz des Konstantinordens
- Großkreuz des Gregoriusordens
- Komtur des Ritterordens vom Heiligen Grab zu Jerusalem
- Ritter des Piusordens
- Kommandeur mit Stern des Falkenordens
- Kommandeur des Sankt-Olav-Ordens
- Kommandeur des Dannebrogordens
- Kommandeur des Wasaordens
- Ritter I. Klasse des Finnischen Ordens der Weißen Rose